# 科尼奧克蘭拉山
8°50′35″S 78°0′23″W / 8.84306°S 78.00639°W

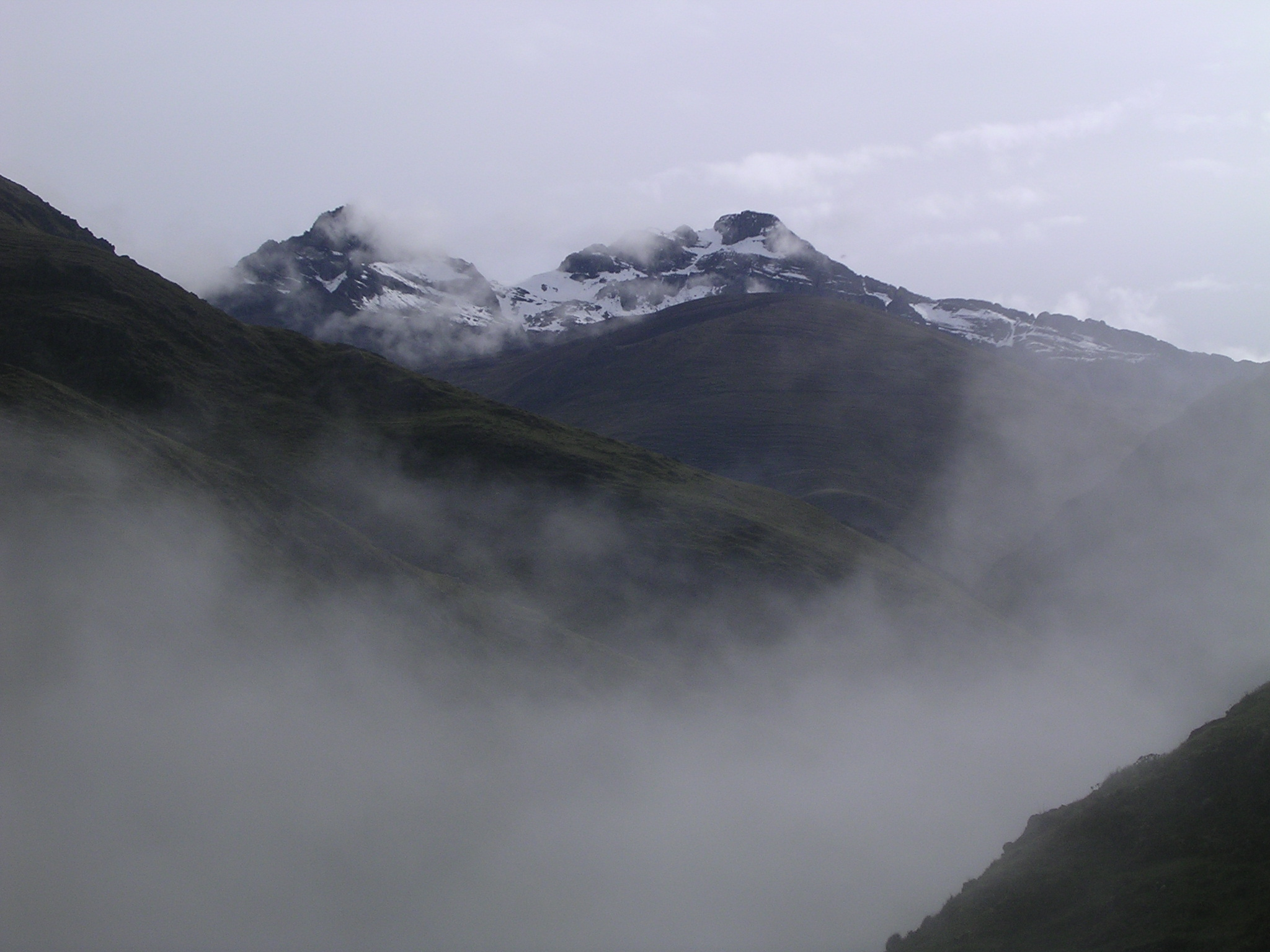

科尼奧克蘭拉山（西班牙語：Coñocranra），是秘魯的山峰，位於該國北部安卡什地區的桑塔省，屬於安第斯山脈的一部分，海拔高度5,181米，是內格拉山脈的最高點。